# Tronc lombaire
Les troncs lymphatiques lombaires sont formés par l'union des vaisseaux efférents des ganglions lymphatiques aortiques latéraux.
Ils reçoivent la lymphe des membres inférieurs, des parois et des viscères du bassin, des reins, des glandes surrénales et des lymphatiques profonds de la plus grande partie de la paroi abdominale.
Les troncs lombaires se vident ensuite dans la citerne chyli, une dilatation au début du canal thoracique.